# Roccatagliata
Roccatagliata (Roccataggiâ in ligure) è una frazione di 53 abitanti del comune di Neirone, nella città metropolitana di Genova. Borgo di origine medievale, è situato nella val Fontanabuona.
In epoca antica, e almeno fino alla seconda metà del Seicento, Roccatagliata aveva una preminenza strategica e amministrativa rispetto al territorio del comune di cui oggi fa parte, sia in virtù della presenza del locale castello, sia poiché sede della podesteria (che includeva tra l'altro anche alcune aree dell'alta Torriglia). Precedentemente comune autonomo, la frazione fu annessa al comune di Neirone nel 1804. pur mantenendo - alla stregua delle varie frazioni comunali - una propria separazione geografico-urbanistica (la frazione, così come Ognio, può essere indicata direttamente nell'indirizzo postale omettendo il comune).
A seguito di Decreto Ministeriale, nel 1985 l'intero borgo e le frazioni di Farcossino e Siestri sono stati sottoposti a vincoli paesaggistici.

## Storia

### Periodo antico e fondazione di Roccatagliata

Pianta dei confini della Podesteria di Roccatagliata e Neirone, redatta dal Vinzoni nel 1725.

Mappa dei terreni controversi fra Roccatagliata e Marco Cavagnaro, 1755.

Il borgo ha una storia antichissima, la presenza di insediamenti umani nell'area è attestata con certezza già dal V secolo a.C., in epoca preromana, come testimoniato dall'eccezionale ritrovamento di una tomba a cassetta di un guerriero di una tribù ligure, avvenuto nel 1889. Nell'area furono ritrovate anche punte di freccia "a peduncolo e alette" della tipologia utilizzata durante l'Età del rame (3600-2200 a.C.).
Fra il III secolo a.C. e il V secolo d.C. le scarne informazioni sulla zona giunte riguardano prevalentemente le lotte fra Liguri e Romani, dalle quali si desume, pur con la graduale colonizzazione romana, il mantenimento di una certa indipendenza delle pievi locali.
Furono con ogni probabilità ragioni militari, strategiche e di sicurezza a determinare lo stanziamento umano e lo sviluppo dei primi insediamenti nell'area. Roccatagliata era probabilmente un burgus, rifondato ai confini delle zone occupate in epoca romana. Il poggio di Roccatagliata, alla stregua di quelli nelle creste contigue con le rispettive valli, esercitava quindi il controllo sulla valle del Neirone.

### Dominazioni e contese medioevali
Dopo la caduta dell'Impero romano d'Occidente, i territori della Liguria orientale subirono le contese fra l'Impero bizantino e i longobardi; la curia milanese si rifugiò a Genova nel 569, e con la pieve di Sant'Ambrogio di Uscio, diede inizio ai suoi possedimenti nella valle che permasero poi fino al Rinascimento. Nell'VIII secolo, la Liguria passò ai Franchi e la bassa Fontanabuona ai monaci di Bobbio e ai Malaspina. Nei secoli successivi la fortezza di Roccatagliata e il passo montano vicino a cui era costruita, furono condivise fra i Fieschi milanesi e i Doria per la Repubblica di Genova. Nel 1174 i Malaspina, troppo distanti e accerchiati, lasciarono il controllo della valle.
I più antichi riscontri documentali scritti sul borgo di Roccatagliata e il suo castello risalgono proprio al 1173 (ma il cognome omonimo risulta negli archivi genovesi già almeno dal 1117). Il luogo era all'epoca conteso fra Siro II, arcivescovo di Genova, e Rolando Avvocato, che curava i possedimenti per la curia di Milano (gestente la pieve di Uscio, nel cui territorio era Roccatagliata). Al 10 ottobre 1259 risale l'atto di vendita del castello degli Advocati di Roccatagliata alla famiglia Doria che, nel corso del 1273, cedettero il maniero ai conti Fieschi di Lavagna.

### Epoca medievale e Rinascimento
A partire dall'acquisto del castello, la famiglia fliscana creò attorno alla fortezza e al sottostante borgo un feudo considerevole, strategicamente importante in quanto posto lungo una delle direttrici commerciali tra la pianura padana e la costa ligure. La sua influenza, esercitando la vigilanza e riscuotendo i tributi, includeva le vie che giungevano dalla val Trebbia, quelle per la dorsale del Bargaglino e il Passo del Portello, e su quelle che scendevano e giungevano dalla bassa Fontanabuona e dal crinale del monte Rocio, congiungendosi infine al nodo di Barbagelata. La guaita, la riscossione di pigioni, censi e pedaggi fece fiorire particolarmente il feudo. Lo stesso Ottobono Fieschi, divenuto papa nel 1276 col nome di Adriano V, citò nel suo testamento un palazzo presso Roccatagliata. L'area fu un importante snodo strategico e crocevia nei tragitti delle carovane di mercanti che, attraverso il passo del Portello, trasportavano a dorso di mulo olio, spezie, cibo e tessuti, dal Piemonte all'area padana e a quella ligure.
Nel 1311 Dante transitò e soggiornò nell'area del feudo di Roccatagliata, precisamente a Siestri, citandolo e descrivendolo nella sua Divina Commedia per tramite di papa Adriano V (l'agglomerato è ancora esistente anche se diruto, e fa oggi parte dell'Itinerario dei Feudi Fliscani).
una fiumana bella, e del suo nome

lo titol del mio sangue fa sua cima»
(Divina Commedia, Purgatorio XIX 100-102)
Le prime informazioni sulla locale chiesa di San Lorenzo sono del 1328, data in cui è riportata l'esistenza di un edificio di culto, forse una cappella. Diruta nei secoli successivi, sul finire del XVII secolo si iniziò la costruzione della nuova chiesa nella collocazione attuale.

### Declino del castello e rinascita urbana
Nel XV secolo, intanto, la fortezza e il castello di Roccatagliata conobbero le proprie fasi cruciali. Nella seconda dedizione genovese alla Signoria viscontea, i principali feudi dei Fieschi della Repubblica di Genova furono attaccati dalle truppe dei Visconti e pure Roccatagliata ne subì le sorti: nel 1433 la zona fu sottomessa a Genova e il castello venduto ai Genovesi. Furono invece gli Sforza, nella seconda dedizione genovese alla Signoria meneghina, a intraprendere la decisione più drastica per evitare di cedere nuovamente il prezioso punto strategico, comminando la totale demolizione della fortezza e del castello nel corso del 1477. La postazione difensiva non venne riedificata dagli abitanti e nemmeno dai Fieschi, nonostante la riottenuta investitura sul territorio nel 1495 da parte dell'imperatore Massimiliano d'Asburgo. La successiva e fallimentare congiura di Gianluigi Fieschi nel 1547, fece perdere definitivamente alla famiglia fliscana il controllo dei propri feudi a vantaggio dei Genovesi e delle signorie locali.
Le popolazioni del luogo continuarono comunque una relativa prosperità anche grazie all'abilità amministrativa nella gestione dei commerci, dei dazi a essi collegati, e al potere che controllare tali vie conferiva ai signori della valle. Anche la gestione del contrabbando e dell'evasione dalle gabelle era al tempo stesso calamità e fonte di guadagno nella scala sociale: oltre alle vie principali, infatti, le varie parentele della valle gestivano i sentieri secondari nei boschi, garantendosi livelli intermedi di potere, e assicuravano floridità economica ai possedenti e alle famiglie, legate fra di loro da parentela o da semplici interessi comuni. Lo stesso banditismo, che fu per secoli un problema irrisolto, era subìto ma anche perpetrato allo scopo di trarne beneficio o indurre le carovane a farsi fornire, a pagamento, scorte militari.
Nei secoli successivi la popolazione locale si oppose lungamente alla dominazione francese napoleonica, con guerriglie, imboscate, e marce.
Nel 1873 si accese una delle molte diatribe fra le frazioni di Roccatagliata e Corsiglia e la Deputazione provinciale di Genova, riguardo alla cessione di alcuni stabili e terreni alla provincia, ma il loro ricorso amministrativo fu rigettato dal Consiglio di Stato.

### Le due guerre mondiali e il periodo contemporaneo

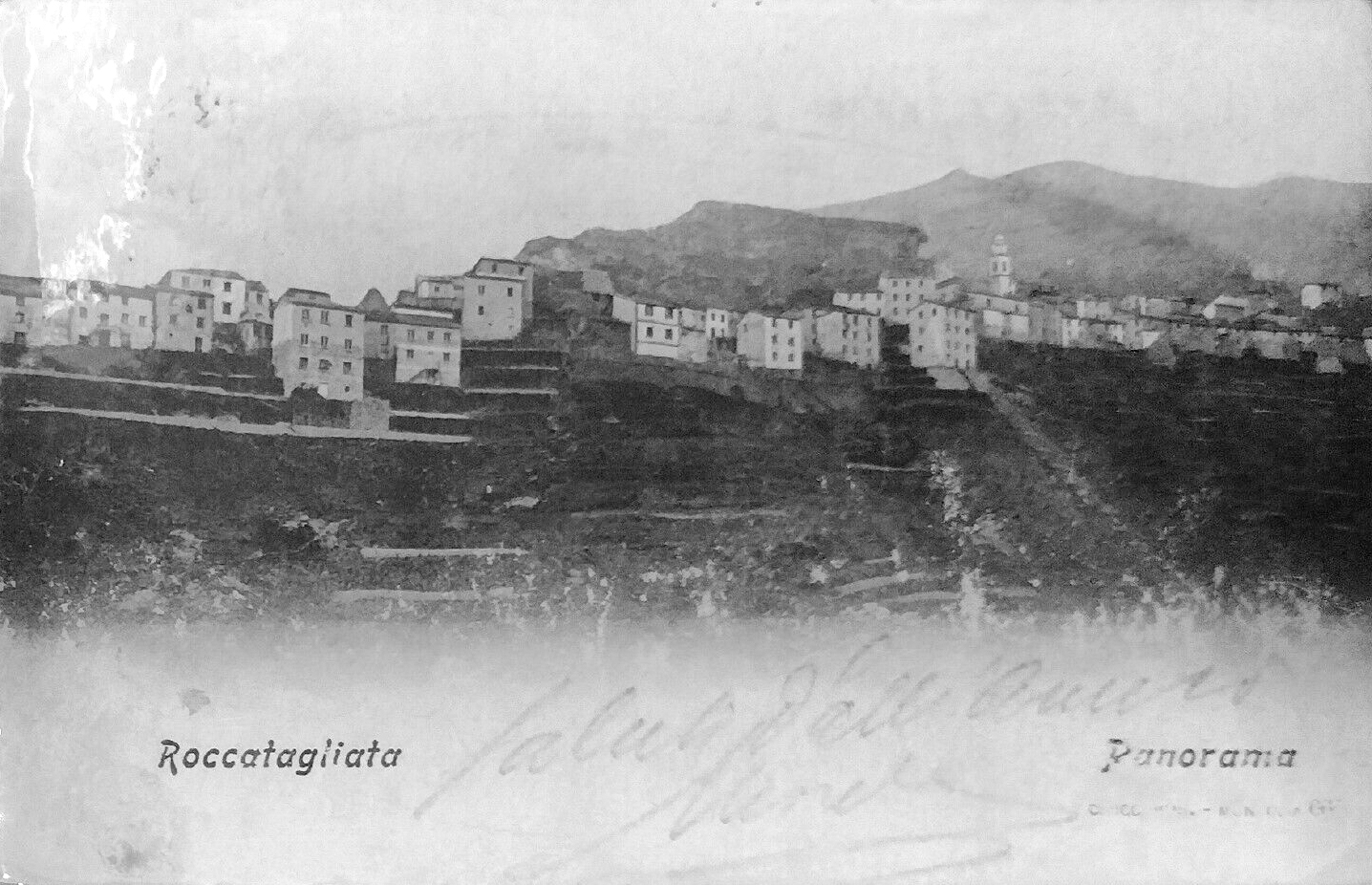
Una più rara veduta frontale di Roccatagliata agli inizi del XX secolo

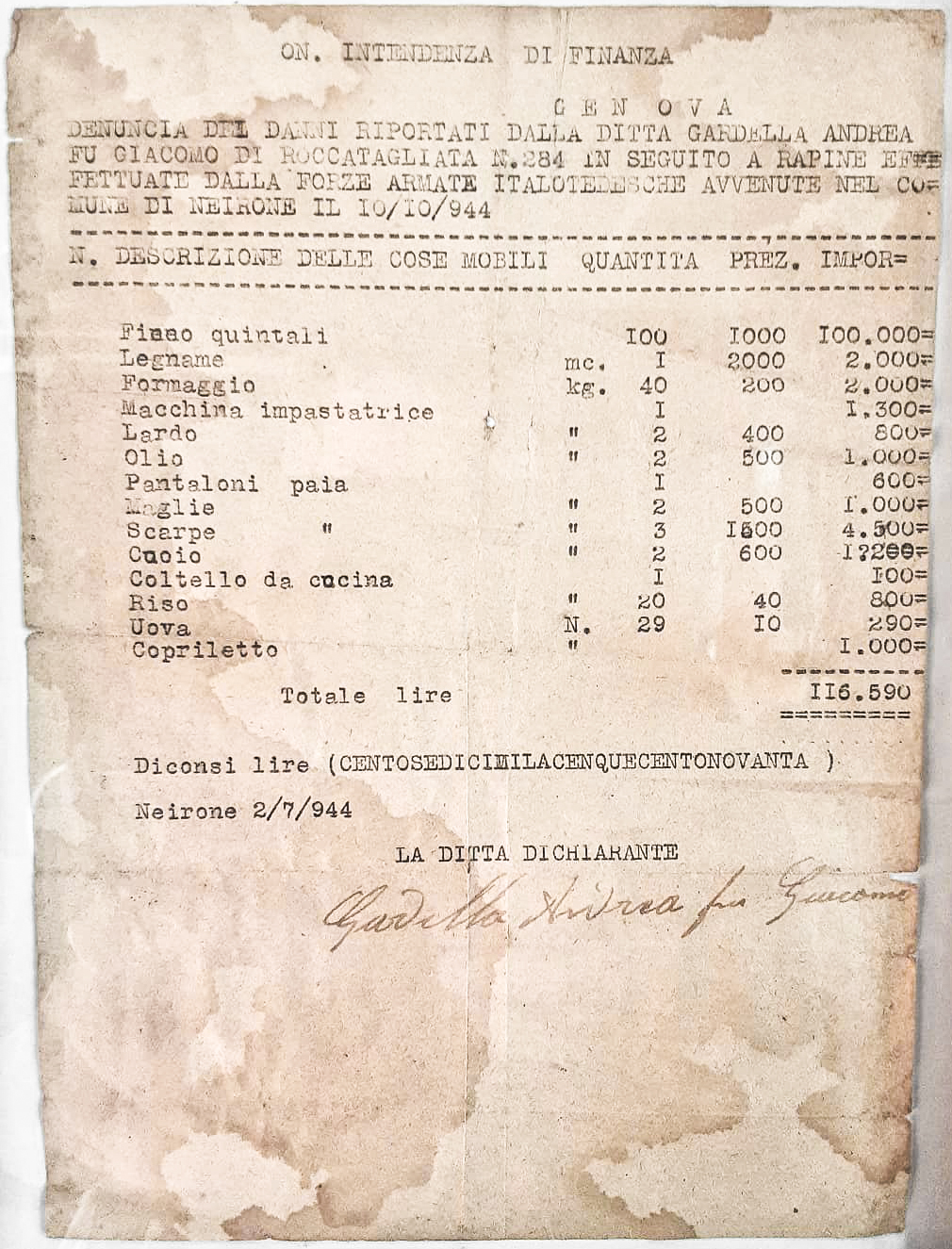
La denuncia di un furto delle forze italo-tedesche ai danni di un'azienda di Roccatagliata

Durante la prima e la seconda guerra mondiale, così come già in precedenza durante le dominazioni (nella metà del 1700, per esempio, si combatté contro gli austriaci a difesa della Repubblica di Genova), l'area e le vette circostanti furono luogo di guerriglia, resistenza e rastrellamenti. Il 12 agosto 1944, in particolare, fra Roccatagliata e Corsiglia (dove aveva sede un'infermeria/ospedaletto con 10 posti letto e la popolazione partecipava al supporto della resistenza) transitò una formazione di 400 fra tedeschi e alpini collaborazionisti, che qui effettuarono rappresaglie contro i civili. Roccatagliata era anche sede del comando composto da una quarantina di uomini e condotto dal discusso "colonnello" Nicola Cusanno, afferente a Giustizia e Libertà. Dopo la prima guerra mondale si trasferirono a Roccatagliata il noto editore Anton Donath e la moglie, originaria di questi luoghi. Si fecero costruire una villa, passando nel borgo gli anni della vecchiaia e fondando l'Asilo per orfani Donath, che fu poi ceduto alla parrocchia ed è ancora presente, non più utilizzato, nel centro del paese. I due coniugi sono sepolti nel piccolo cimitero di Roccatagliata.

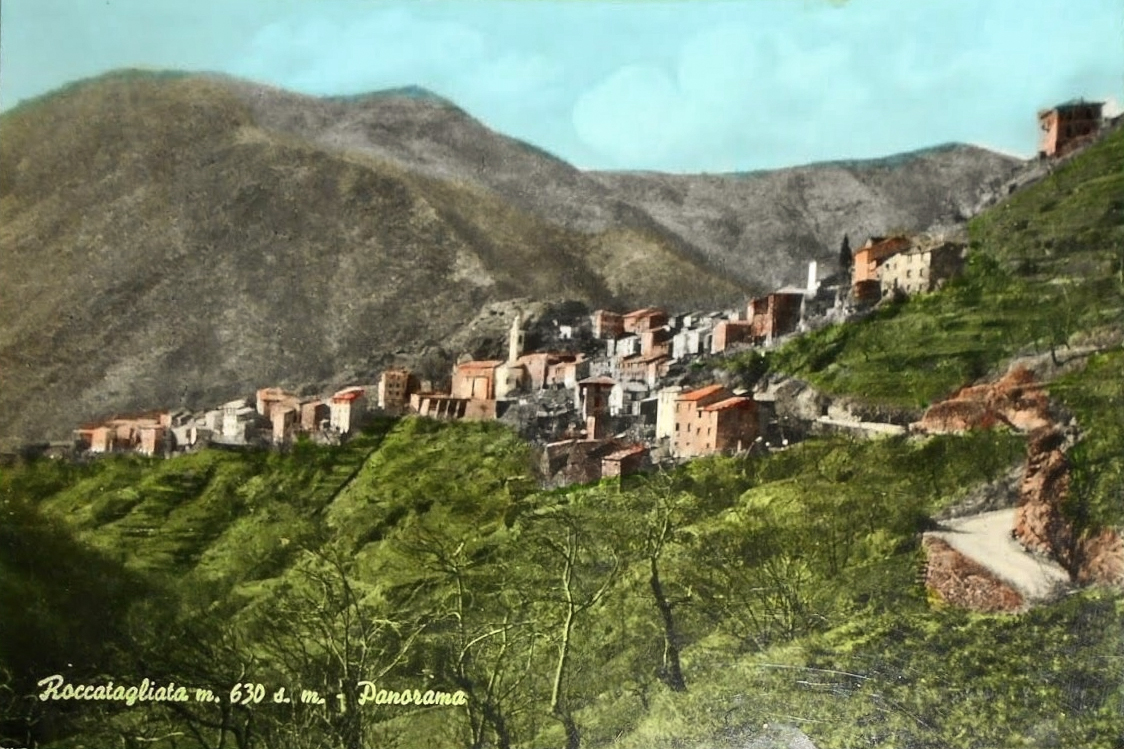
Una veduta laterale di Roccatagliata, sul finire degli anni 1960.

Solo nel dopoguerra avvenne la piena urbanizzazione moderna dell'area, grazie alla costruzione della strada carrozzabile e all'attivazione dei servizi di trasporto pubblico. La località ebbe una costante crescita demografica, legata allo sfruttamento delle terre e degli allevamenti, fino al XIX secolo; poi, come molti altri paesi della campagna e montagna ligure, fra il 1880 e la prima metà del 1900, fu interessata dai flussi migratori verso la Germania, il Nord America, l'America latina e, più in generale, verso gli agglomerati cittadini. Dal censimento preunitario del Regno di Sardegna, nel 1858 risultavano a Roccatagliata 360 abitanti, più che raddoppiati nel censimento generale del 1901 (876 residenti), scesi a 130 residenti stabili nel 1971, per poi attestarsi a 53 nel 2001 (esclusa comunque la popolazione vacanziera e stagionale, che costituisce una rilevante fonte di mobilità per l'intero comune di Neirone). Nel borgo aveva sede anche lo storico ufficio postale collocato nella via principale, il cui edificio è stato riacquisito dal comune nel 2016.
Nel 2021 il borgo di Roccatagliata si è classificato al secondo posto fra quelli liguri nei Luoghi del Cuore del FAI.

## Monumenti e luoghi d'interesse

### Siti archeologici
- Castello di Roccatagliata, i cui resti sono perimetrati in un parco archeologico sulla rupe di Roccatagliata, illustrato da pannelli esplicativi e raggiungibile con un sentiero attrezzato che risale la rocca.

### Architetture religiose
- Chiesa di San Lorenzo, risalente nella sua forma e collocazione attuale almeno al 1648 (ma più antica nelle funzioni di almeno trecento anni, periodo in cui è riportata l'esistenza di un edificio religioso in prossimità del castello[6]), ordinata parrocchia dal cardinale Marcello Durazzo il 28 agosto 1646 e prevostura dal 1874.[40]
- Cappelletta di San Rocco, posta nel bosco a destra della strada per Roccatagliata, vicino alla confluenza fra i torrenti Riussello e Fosso della Braia[41]

### Architetture civili
- Edifici storici residenziali. Dall'analisi manutentiva e tipologica di Roccatagliata, la maggioranza degli edifici del borgo è stata classificata come "edifici di pregio recuperati" o "edifici di pregio da recuperare", caratterizzati da tetti in pietra o ardesia, prospetti intonacati e persiane alla genovese.[6]
- Ponti medievali in pietra, costruiti per giungere al borgo superando i vari corsi d'acqua della vallata (fra questi il "ponte di Dante", a Siestri).[42][6]
- Asilo di Anton Donath, editore di Emilio Salgari.[43][31]

## Economia
Il territorio del borgo, collocato vicino al Passo del Portello, è da secoli coltivato a fasce, nello stile ligure. Si coltiva la patata quarantina, il grano gentil rosso e si effettua la raccolta delle castagne, anticamente macinate nei molini per la produzione di farine, pasta fresca, pane.
Negli Atti della Società per le Arti e i Mestieri di Genova del 1793, la popolazione di Roccatagliata fu descritta come "volenterosa agli incitamenti del suo parroco a seminar patate". Alla fine del XVIII secolo, infatti, grazie all'impegno e agli studi di don Michele Dondero, che operò anche nella bonifica dei terreni montani, si diffuse la coltivazione della patata quarantina, e Roccatagliata fu il primo paese ligure a utilizzarne la farina per la preparazione di focacce e pasta. Dondero, che aveva studiato medicina a Genova, lesse le prime notizie sulle patate (o più probabilmente sul topinambur) nel 1773, e intuendone i possibili benefici per la popolazione che versava in difficoltà economiche, acquistò alcuni tuberi dalla Francia e dalla Svizzera. Dopo una iniziale superstiziosa diffidenza della popolazione verso questa nuova coltivazione, le patate divennero il principale prodotto di Roccatagliata, fino a produrne decine di quintali all'anno e a causarne la diffusione in tutto il territorio ligure. Per questa opera pionieristica, Dondero fu iscritto nel 1792 alla Società Patria.
Vista la collocazione geografica, per secoli nel borgo furono attive osterie e punti di ristoro per i mercanti e pellegrini. Attualmente è attiva nel borgo storico la Trattoria Madda, con annessa piccola vendita di alimentari, la cui gestione risale al 1877 con la famiglia Gardella.
Attualmente il borgo è prevalentemente meta turistica estiva o di transito per i percorsi escursionistici e culturali, per la visita del sito archeologico del castello e per le feste e rappresentazioni fieristiche annuali che si tengono nel centro del paese o nell'area fiere sulla strada da Corsiglia.

## Società

### Tradizioni e folclore
Ogni anno il 10 agosto si celebra la festa di San Lorenzo, con una rievocazione storica del borgo medioevale, balestrieri, danze in abiti medioevali, processione, mercatino parrocchiale, buffet e giochi a premi.
Nell'area feste di Roccatagliata, nel fine settimana dopo ferragosto, ha luogo la tradizionale sagra della patata, in cui si rievocano le prime coltivazioni di questo tubero, che si diffuse in Liguria a partire da Roccatagliata grazie alle attività del parroco Michele Dondero.
Si tiene, inoltre, il raduno dei Roccatagliata, cognome originatosi dal luogo e diffuso in tutto il mondo già a partire dal 1117.

## Cultura

### Istruzione
A Roccatagliata aveva sede uno dei plessi scolastici del comune, ciascuno autonomo, includente l'asilo nell'edificio prospiciente, e attivo sino alla scuola primaria già dalla metà del XIX secolo e poi per almeno un secolo, come riportato negli annuari genovesi e nei documenti del regio ispettorato del Regno di Sardegna.

## Infrastrutture e trasporti

### Strade
Collocato in posizione panoramica sulla valle, il borgo è attraversato dalla strada provinciale 21, sovrastante alla strada statale 225 della Val Fontanabuona, e dista dal centro di Neirone circa 5,5 km.

### Mobilità urbana
L'area è coperta dai servizi del trasporto pubblico AMT e connessa con Gattorna (e Neirone) dalla linea 817, e quindi con Genova e Chiavari dalla linea 715.

## Galleria d'immagini

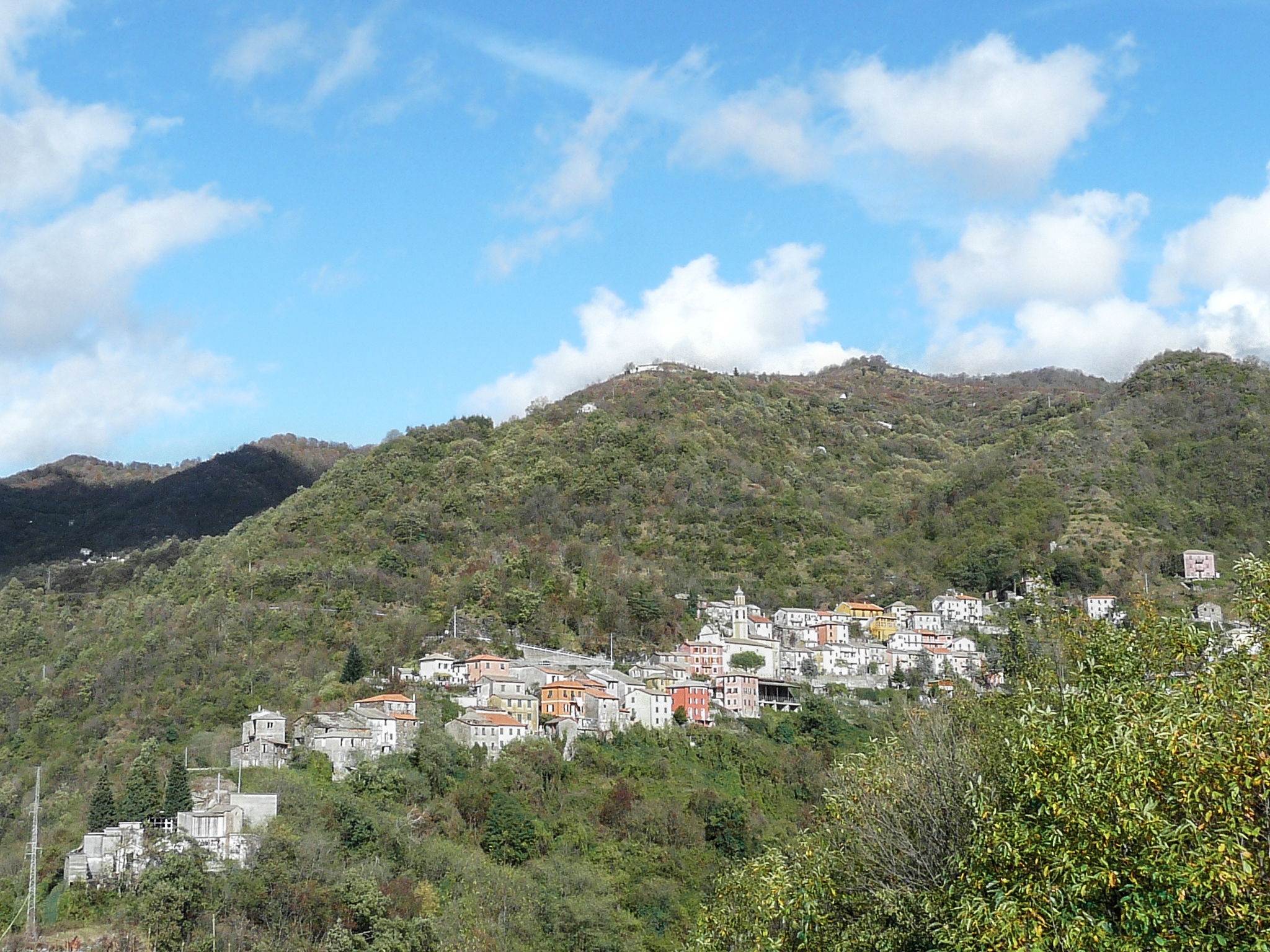
Il borgo di Roccatagliata visto da Corsiglia.
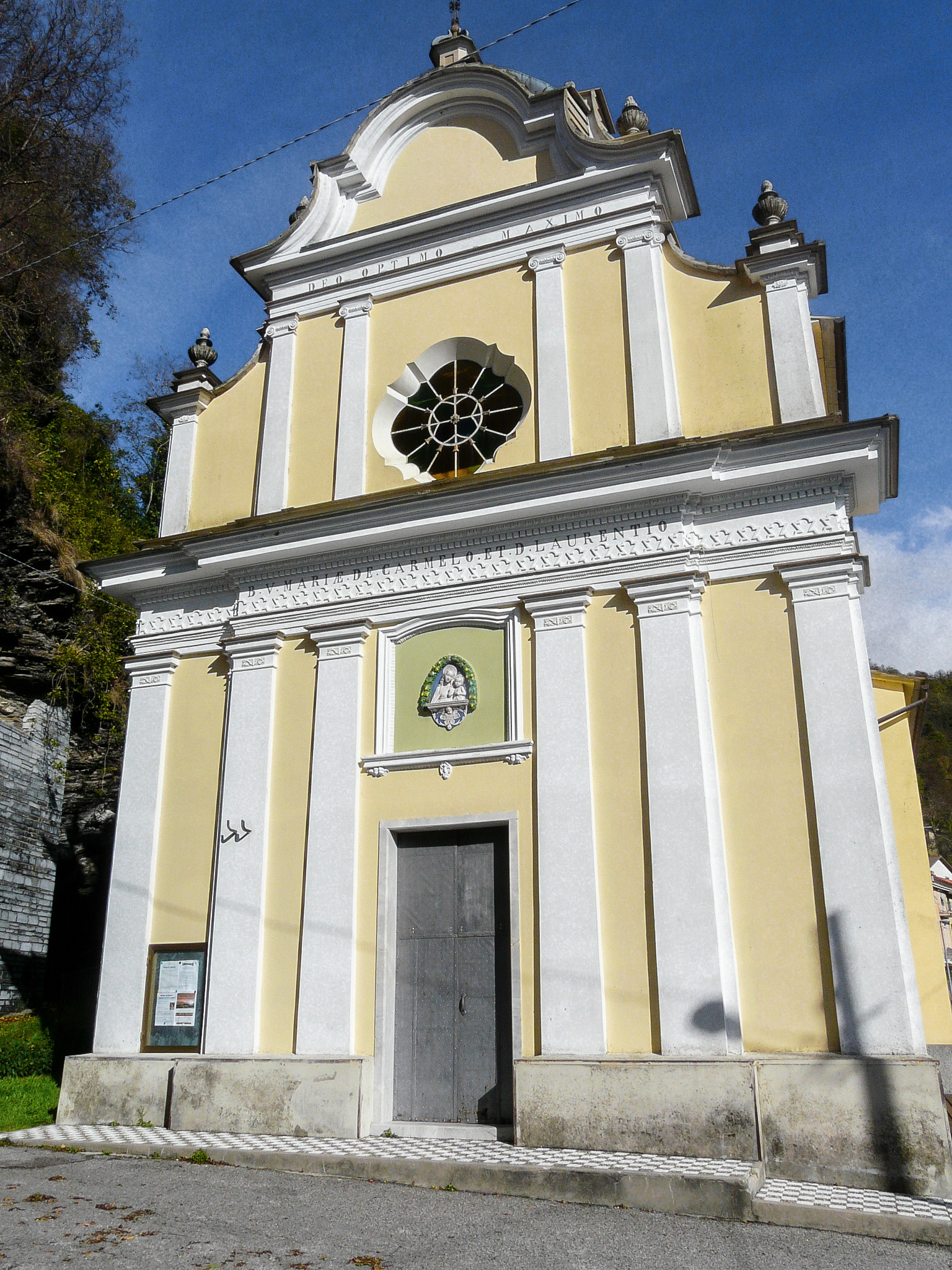
La chiesa di San Lorenzo a Roccatagliata.
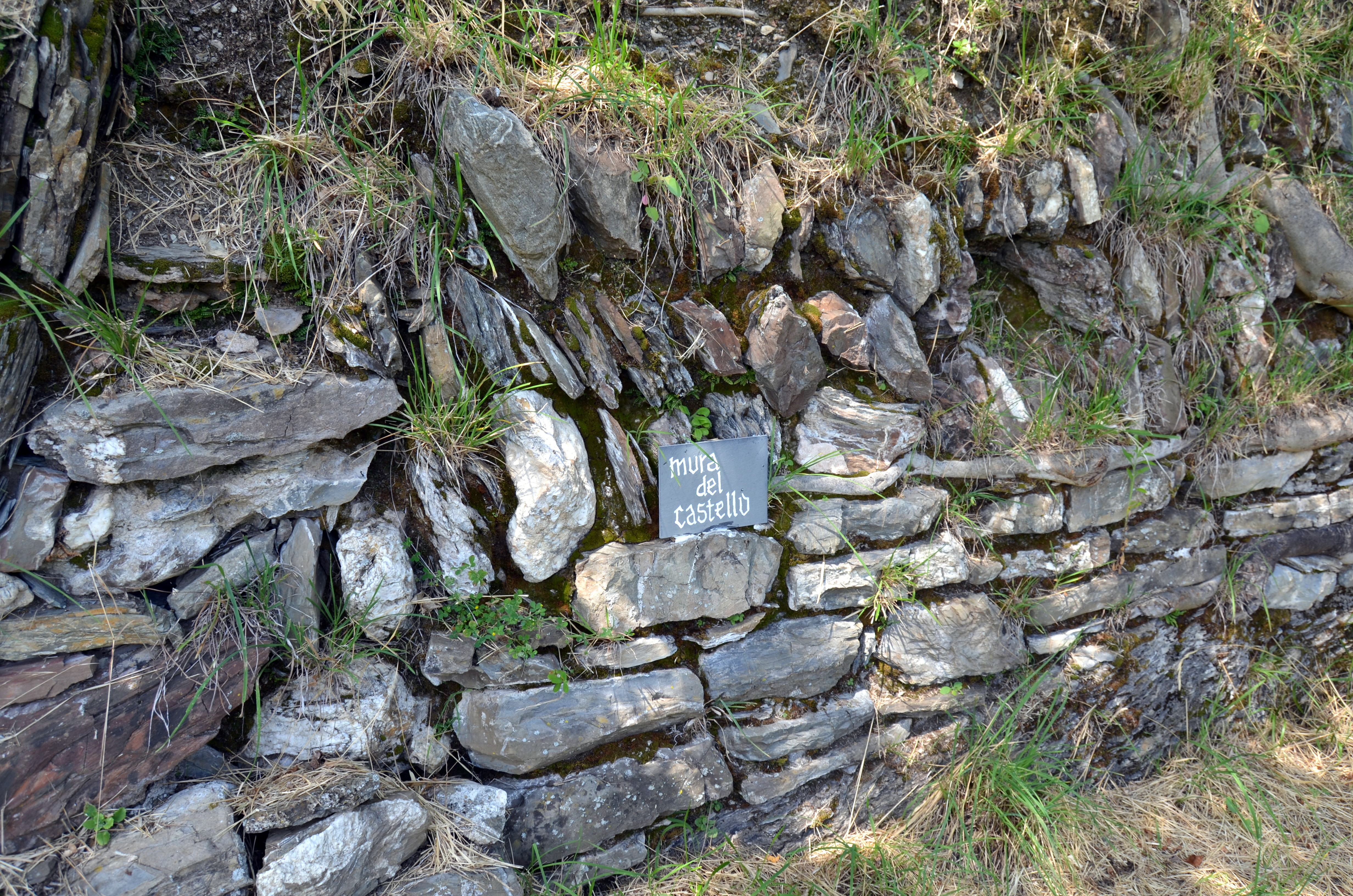
Le mura del castello dei Fieschi di Roccatagliata.
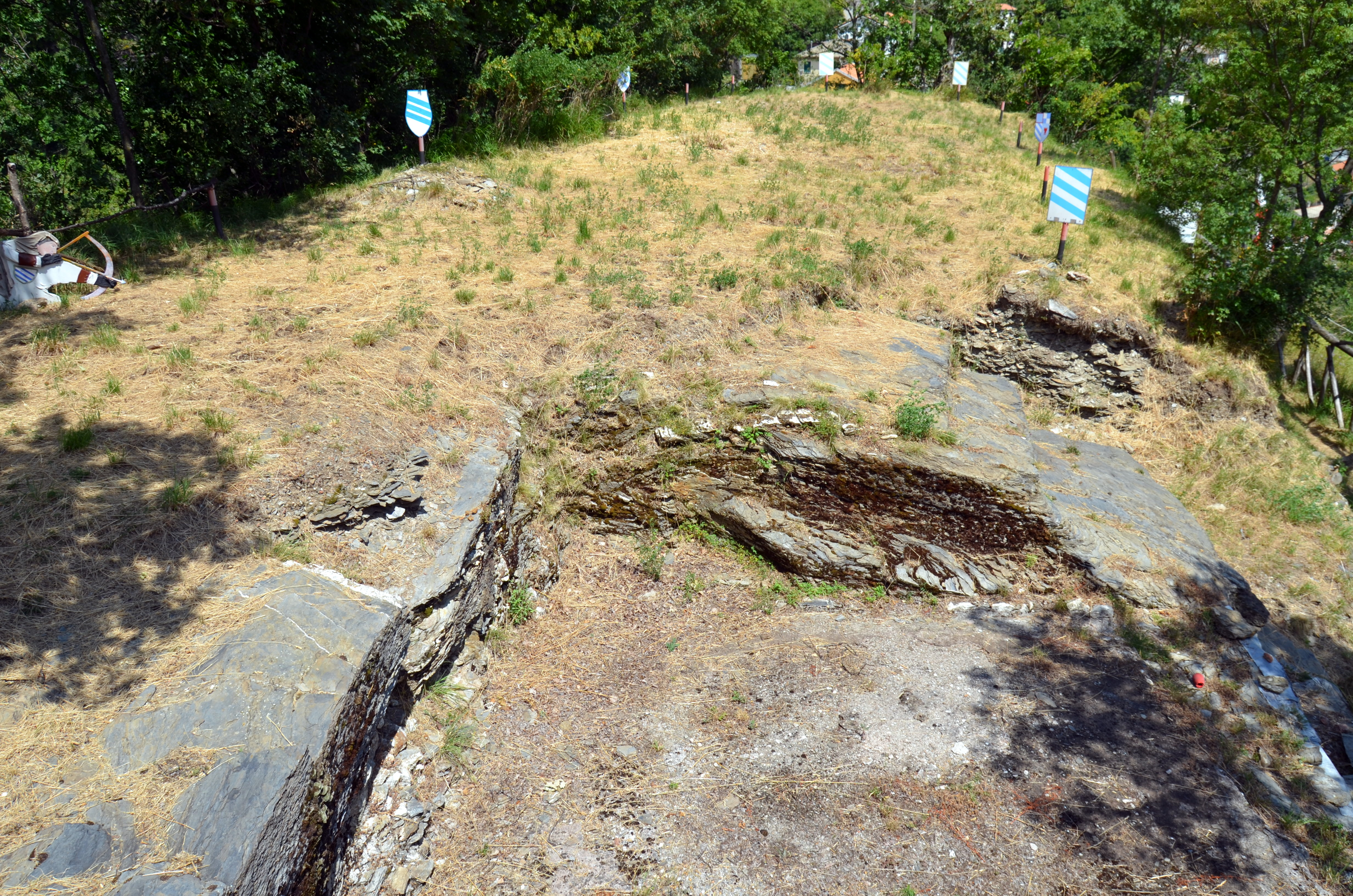
Area delle fondamenta del castello.